# Šumadija (lanzacohetes múltiple)
El Šumadija (llamado así por la región de Šumadija) es un lanzacohetes múltiple autopropulsado serbio en desarrollo desde 2017. Está basado en el chasis de un camión Kamaz y tiene un diseño modular. Puede lanzar 4.400 mm con un alcance de hasta 285 km o 12 cohetes de 262 mm con un alcance de hasta 75 km.